# Елизабета Сирани
Елизабета Сирани (1638–1665) била је италијанска барокна сликарка. Бавила се и штампарством. Била је једна од првих женских сликара у Болоњи, где је отворила женску уметничку школу.

## Биографија
Елизабета Сирани је рођена 1638. године у Болоњи, у уметничкој породици. Њен отац, Ђовани Андреа Сирани је такође био барокни сликар. Образовала се у његовом атељеу, а прве портрете урадила је са само седамнаест година. Изучавала је и Библију, грчку и римску митологију и музику. Карло Чезаре Малвазија, чувени историчар уметности из Болоње је био пријатељ њене породице и управо је он препознао њен таленат и навео је да се посвети уметности. Дивио се њеној техници, оригиналности њених слика и професионалности и поредио је са другим уметницама тог периода из Болоње, попут Лавиније Фонтане.
Када се њен отац разболео 1654. године, Сиранијева је преузела његов атеље и сама издржавала породицу. У овом периоду је постала један од најцењенијих уметника у Болоњи, која је због своје прогресивне атмосфере била погодно место за развој женског сликарства.
Умрла је 1665. године под неразјашњеним околностима. Могуће је да је узрок смрти био чир на јетри, али се тада сумњало да ју је једна од њених служавки отровала. Сахрањена је у цркви Св. Доменика у свом родном граду, у раскошној и свечаној церемонији којом јој је Болоња одала почаст, што показује колико су је њени савременици поштовали.

## Стваралаштво
Елизабета Сирани је ауторка преко двеста уметничких дела. Многе слике су потписане. Често је сликала религијске мотиве и хероине из Библије, попут Далиле, Клеопатре или Јудите. Радила је под покровитељством многих мецена - кардинала, принчева, војвода - по чијим је наруџбинама неретко израђивала портрете. Насликала је и неколико аутопортрета. Њену иконографију су хвалили бројни савременици. 
Наго мушко тело је мотив који се у то време сматрао неприкладним за женске сликаре. Сиранијева се није покоравала том правилу те се и ова тема могла видети на њеним делима. 
Једна од њених чувених слика је Јудита и Холоферн. Ова библијска епизода, у којој Јудита убија Холоферна, била је веома популарна међу тадашњим уметницима, али Сиранијева и овде успева да покаже своју оригиналност. Јудита је приказана као централна фигура, а за разлику од других уметника који су је често приказивали као агресивну и насилну, на слици Елизабете Сирани изгледа смирено и достојанствено. 
Још један важан рад је слика Порције, супруге римског политичара Брута. Порција је приказана одевена у црвено, а у руци држи нож којим намерава да расече своју бутину. Према легенди, Порција је себе повредила да би Бруту доказала сопствену снагу. Слика је урађена из женске перспективе, а неки историчари уметности мисле да има феминистичке тонове. 

### Женска уметничка школа
Наследивши атеље свог оца, Елизабета Сирани је била ментор многих уметника у Болоњи. Њену школу похађали су и мушкарци, али је посебно значајна јер је допринела развоју женског сликарства. Њена школа је била прва женска сликарска школа која се није налазила у оквиру манастира, а прихватала је жене из свих друштвених слојева. Неке од њених ученица биле су Вероника Фонтана, која се касније прославила у дрворезу; Лукреција Скарафаља, коју Карло Чезаре Малвазија помиње у својим биографијама болоњских сликара; Ђиневра Кантофоли, која је касније постала ривал своје учитељице.